# Aero Spacelines Mini Guppy
El Aero Spacelines Mini Guppy es un avión de carga estadounidense grande y de cuerpo ancho que se utiliza para el transporte aéreo de componentes de carga de gran tamaño. El Mini Guppy es uno de los aviones de la línea Guppy producidos por Aero Spacelines.

## Versiones del Mini Guppy
Se produjeron dos versiones del Mini Guppy. Ambas versiones se conocen coloquialmente como el "Mini Guppy".
Ambos Mini Guppies se construyeron con piezas rescatadas de un Boeing 377 excedente , pero con un fuselaje completamente nuevo. Esto permitió a Aero Spacelines ensanchar el piso de la bahía de carga del Mini Guppy a 13 pies (4 m), en contraposición a la restricción de 8 pies (2.4 m) impuesta cuando se construye directamente sobre un fuselaje B-377. Las piezas prestadas incluían la cabina, las alas y la cola.

## Mini Guppy

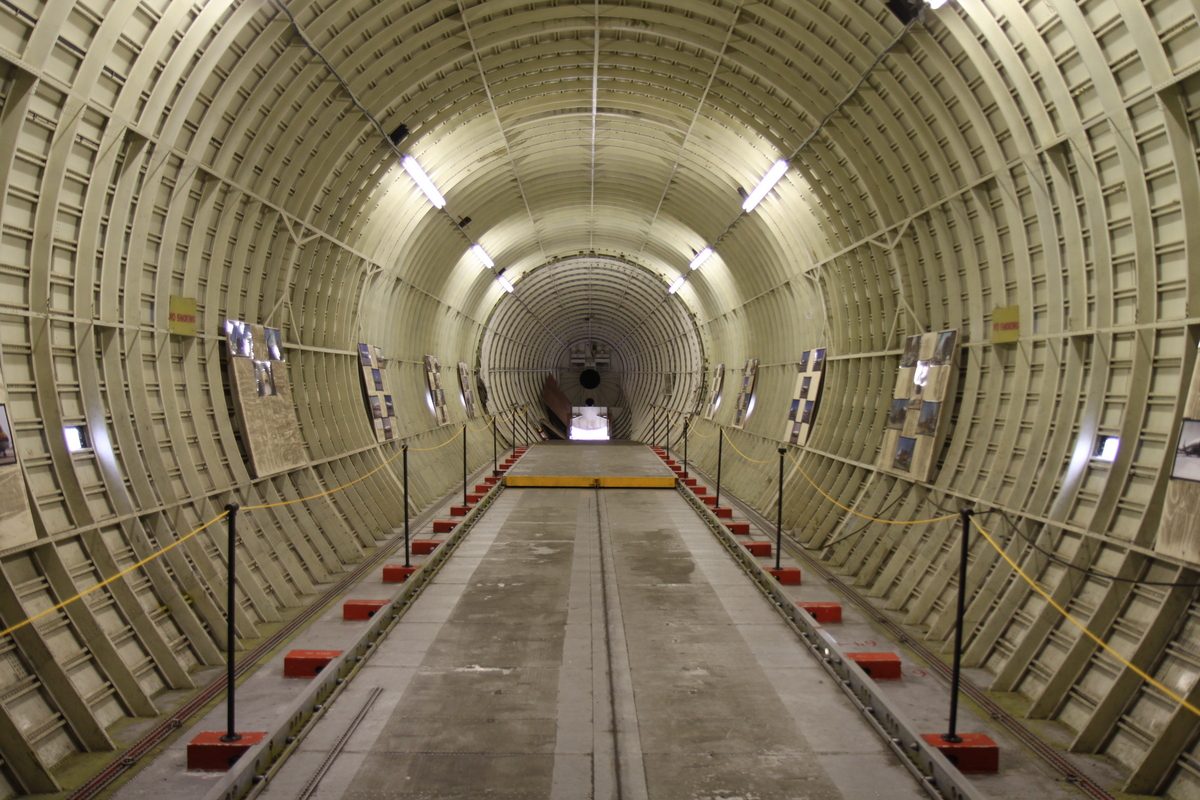
Área de carga del Mini Guppy.

El Mini Guppy, o "MG", fue construido con una cola oscilante para facilitar la entrada de la carga. Estaba propulsado por los motores de pistón Wasp Major originales de Pratt & Whitney R-4360 Wasp Major, lo que le permitía transportar una carga máxima de 32.000 libras (14.500 kg) y navegar a 250 mph (400 km / h). Su bahía de carga tenía 18 pies (5,5 m) de diámetro y un máximo de 91 pies 6 pulgadas (27,9 m) de largo, con una sección constante de 73 pies 2 pulgadas (22,3 m).
El Mini Guppy voló por primera vez el 24 de mayo de 1967 y Aero Spacelines lo operó durante varios años, transportando carga por contrato, incluida la famosa sonda espacial Pioneer 10 de la NASA y el Goodyear Europa hasta que se vendió a American Jet Industries en 1974. American Jet Industries vendió a Aero Union en 1980, quien se lo vendió a Erickson Air Crane ocho años después. Erickson Air Crane usó el Mini Guppy para transportar equipo pesado hasta 1995, cuando fue retirado al Tillamook Air Museum en Tillamook, Oregon , donde reside hoy.

## Turbinas Mini Guppy

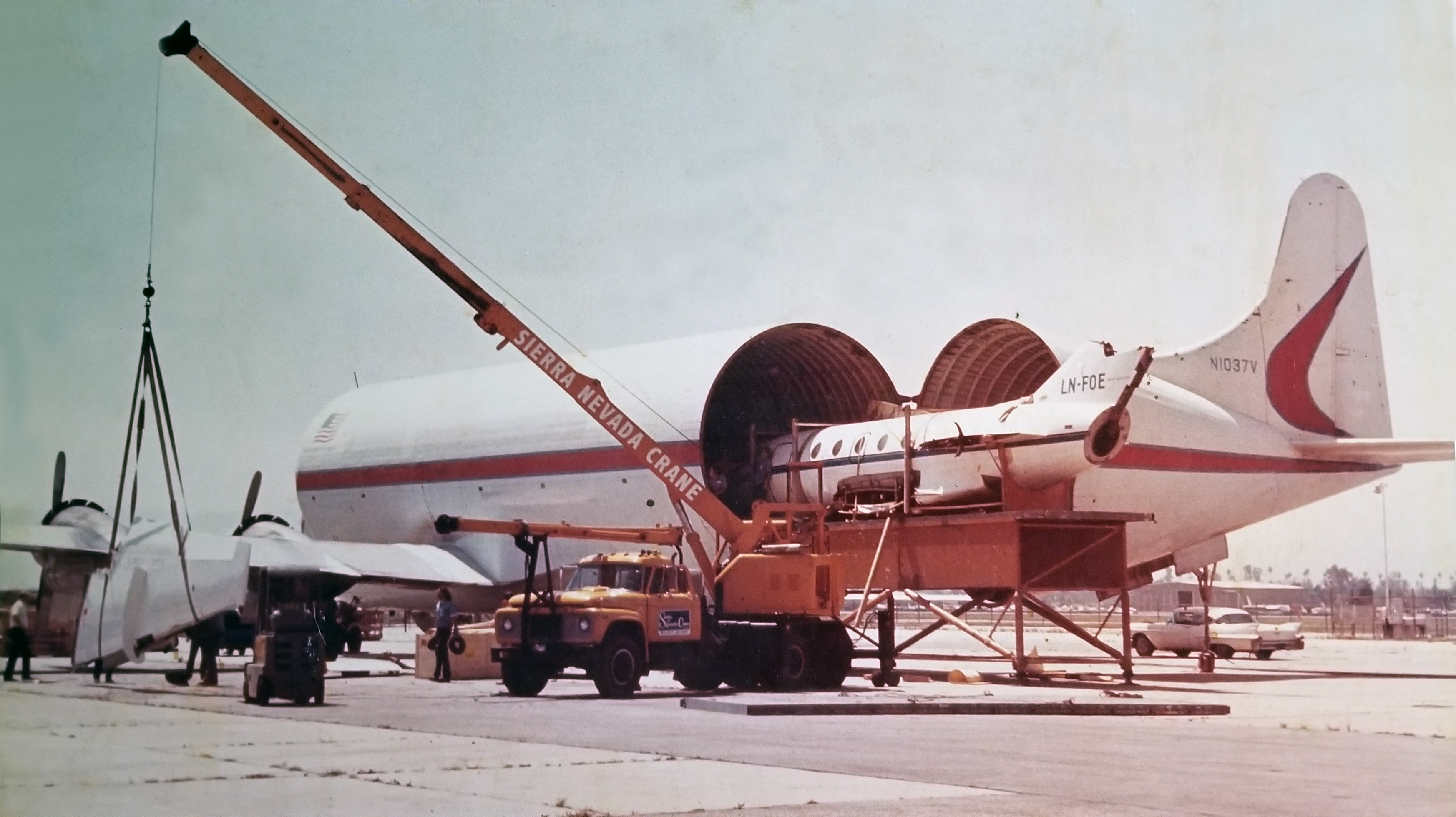
Aero Spacelines Mini Guppy transportando un Dassault Falcon 20C rescatado.

La segunda versión se conocía oficialmente como Mini Guppy Turbine (MGT) y Guppy 101. Fue el primer avión Guppy en contar con motores turbohélice Allison 501-D22C mejorados . Al igual que el MG, el MGT tenía una sección de diámetro constante de 73 pies 2 pulgadas (22,3 m) de la bodega de carga, pero la longitud total se había aumentado a 103 pies 2 pulgadas (31,4 m) y el diámetro era ligeramente más ancho: 18 pies. 4 pulg. (5,6 m). Esto, combinado con los motores mejorados, le permitió transportar una carga útil máxima de 62,925 libras (28,540 kg), casi el doble de la carga que podía soportar el MG. Fue construido con una punta oscilante para facilitar la carga de la carga.
El MGT despegó por primera vez el 13 de marzo de 1970, pero duró poco. El 12 de mayo de 1970, la Turbina Mini Guppy se perdió, junto con toda la tripulación, en un accidente durante las pruebas de vuelo en la Base de la Fuerza Aérea Edwards , California .